# Francis Emmanuel Okobo
Francis Emmanuel Ogbonna Okobo (ur. 4 listopada 1936 w Lejja) – nigeryjski duchowny rzymskokatolicki, w latach 1991-2013 biskup Nsukka.

## Życiorys
Święcenia kapłańskie przyjął 4 czerwca 1966. 19 listopada 1990 został prekonizowany biskupem Nsukka. Sakrę biskupią otrzymał 6 stycznia 1991. 13 kwietnia 2013 przeszedł na emeryturę.